# Marcel Chevalier
Marcel Chevalier (Montrouge, 28 februari 1921 - Vendôme, 8 oktober 2008) was de laatste beul van Frankrijk.
Chevalier begon met beulswerk in 1958 en assisteerde bij rond de 40 executies voordat hij tot chef-beul van Frankrijk werd benoemd. In 1976 volgde hij zijn voorganger André Obrecht op in de functie exécuteur en chef des arrêts criminels. Hij behield deze aanstelling tot in 1981, toen in Frankrijk de doodstraf werd afgeschaft.
In deze vijf jaar voltrok Chevalier twee doodvonnissen:
- Jérôme Carrein, voor het verkrachten en vermoorden van een achtjarig meisje, op 23 juni 1977
- Hamida Djandoubi, voor het martelen en vermoorden van een 21-jarige vrouw, op 10 september 1977

Beide vonnissen werden ten uitvoer gelegd met behulp van de guillotine, de officiële executiemethode van het Franse strafrecht sinds 1791. 
Tijdens de laatste terechtstelling was ook de zoon van Chevalier aanwezig, om hem voor te bereiden op een mogelijke opvolging. Na zijn aanstelling als beul werkte Chevalier nog enige jaren als drukker.